# باربارا هرشی
باربارا هرشی (انگلیسی: Barbara Hershey؛ زاده ۵ فوریهٔ ۱۹۴۸) بازیگر اهل ایالات متحده آمریکا است. وی از سال ۱۹۶۵ میلادی تاکنون مشغول فعالیت بوده‌است.

## فیلم‌شناسی
- ۱۱:۱۴
- قوی سیاه
- آخرین وسوسه مسیح
- هوزیرها
- هانا و خواهرانش
- نعش‌کش
- تقسیم وراث
- آهنگ در فردا
- باکس‌کار برتا
- مردان حلبی
- چشم عمومی
- بی‌فرزند